# 韓林演藝藝術高等學校
韓林演藝藝術高等學校是韓國一所藝術高中，和首尔公演艺术高等学校并列为"偶像学校"和"艺术家学校"，有很多有名的韩国明星在此就读和毕业。学校位於首爾特別市松坡區長旨洞850號。

## 歷史[2]
- 1960年4月3日，學校建立，校長李賢滿。
- 2007年7月，演藝高級中學許可設立。
- 2008年12月，新建校舍竣工。
- 2009年3月，韓林演藝藝術高級中學創立，設演藝科、音樂劇科、實用舞蹈科，招222名新生。
- 2010年3月，實用音樂科、影像製作科、時尚模特科追加開設，444名新生入學。
- 2011年3月，339名新生入學。
- 2012年2月，第1屆畢業生231名（演藝科、音樂劇科、實用舞蹈科）。
- 2013年2月，第2屆畢業（累計661人）。
- 2017年2月，第6屆畢業（累計2068人）。
- 2017年3月，368名新生入學。
- 2021年，面臨關閉，該學年沒有招收一年级生。
- 2022學年，恢復招生，包括二年级生和一年级生。
- 2023年9月7日，於官方Instagram公布學校的正式漢文名稱為"韓林演藝藝術高等學校"[1]，而非海外媒體報導的"翰林演藝藝術高等學校"[3]。

## 設立科目
- 演藝科[4]
- 音樂劇科[5]
- 實用舞蹈科[6]
- 實用音樂科[7]
- 時尚模特兒科[8]
- 影像製作科[9]

## 校服
春夏装

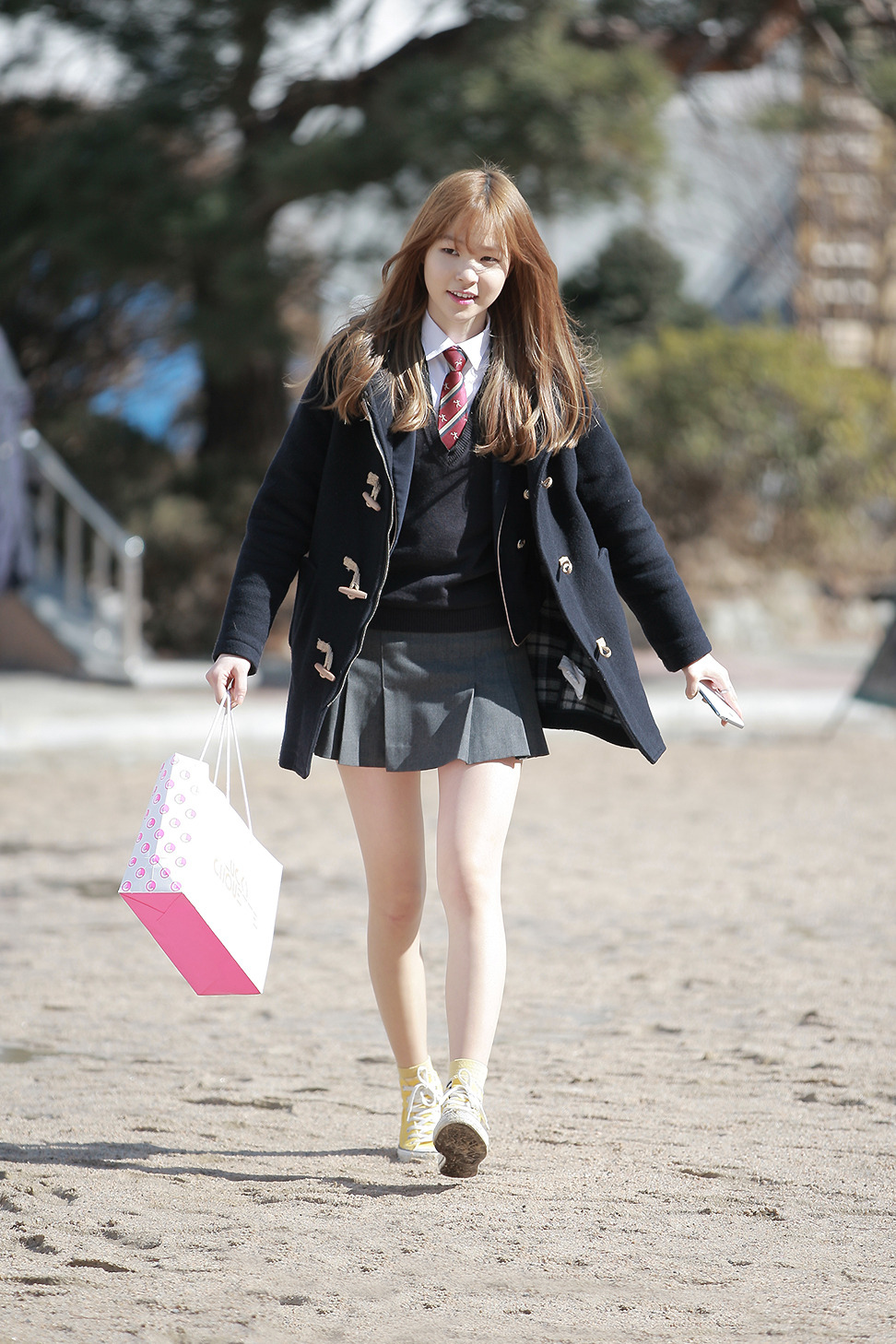
女模陳正善，第三屆校友

- 女生 - 黑邊短袖白底襯衫，配以黑色夾心外套，下身為黑色短裙
- 男生 - 黑邊短袖白底襯衫，配以黑色夾心外套，下身為黑色長褲

秋冬装
- 女生 - 上身是深藍套裝及白色襯衫，配以紅色蝴蝶結或者領帶，下身是灰色短裙
- 男生 - 上身是深藍套裝及白色襯衫，配以紅色領帶，下身是灰色長褲

运动服
- 灰色運動外套
- 灰色運動長褲

## 著名在校學生

### 高三
| 学年 | 艺人                      | 学科         | 年龄 |
| ---- | ------------------------- | ------------ | ---- |
| 2023 | 伊藤南美（RESCENE)        | 實用音樂科   | 2006 |
| 2023 | 元知敏（CLASS:y）         | 實用音樂科   | 2007 |
| 2023 | Rami（BABYMONSTER)        | 實用音樂科   | 2007 |
| 2023 | Ahyeon（BABYMONSTER)      | 實用音樂科   | 2007 |
| 2023 | 崔莎朗（Candy Shop)       | 實用音樂科   | 2007 |
| 2023 | 李炅潣 (TWS)              | 實用音樂科   | 2007 |
| 2023 | 鄭慧潾（tripleS)          | 實用舞蹈科   | 2007 |
| 2023 | 韓維辰（ZEROBASEONE)      | 實用舞蹈科   | 2007 |
| 2023 | 朴省炫（IDID）            | 實用舞蹈科   | 2007 |
| 2023 | Leeseo（IVE)              | 演藝科       | 2007 |
| 2023 | 金秀珉（tripleS)          | 演藝科       | 2007 |
| 2023 | 李東玹（KickFlip)         | 演藝科       | 2007 |
| 2023 | 朴振賢（《放學後的心動》) | 時尚模特兒科 | 2007 |
| 2023 | 金詩雅（演員)             | 影像製作科   | 2008 |

### 高二

#### 實用音樂科
- 星宰浩（《Fantasy Boys》）（2008年生）
- 朴甫檼（CLASS:y）（2008年生）
- 安燦元（The Wind）（2008年生）
- JO（DXMON）（2008年生）
- Zena（RESCENE）（2008年生）
- 李沅禧（illit）(2007生）
- 鄭勢憫（IDID）（2008年生）

#### 實用舞蹈科
- 金利源（CLASS:y）（2007年生）
- 吳晛態（FANTASY BOYS）（2008年生）
- 柳莎朗（izna）（2007年生）
- 白峻赫（IDID）（2008年生）

#### 演藝科
- 金敏率（《放學後的心動》、《I-LAND 2：N/α》）（2008年生）
- 金璇猷（CLASS:y）（2008年生）
- 金奎利（《I-LAND 2：N/α》）（2008年生）
- 楊書賑（HITGS）（2008年生）

#### 音樂劇科
- 郭姸知（TripleS）（2008年生）

### 高一

#### 實用音樂科
- 方鈗河（朝鲜语：방윤하）（UNIS）（2009年生）
- 金奎來（FANTASY BOYS）（2009年生）

#### 實用舞蹈科
- 吴潤妸（UNIS）（2009年生）

## 著名畢業校友

### 第一屆（2012年畢業）
- 高恩妃（Ladies' Code，演藝科）（1992年生）
- 宋旻浩（WINNER，演藝科）（1993年生）
- P.O（Block B，演藝科）（1993年生）
- 泰民（SHINee，音樂劇科）（1993年生）
- 辛載夏（演員，音樂劇科）（1993年生）
- 朱抮玗（《PRODUCE 101 第二季》，音樂劇科）（1993年生）
- 盧蕙蘭（前Brave Girls）（1993年生）
- Incredivle（YPZ）（1993年生）

### 第二屆（2013年畢業）
- 世濬（SPEED，演藝科）（1993年生）
- 東澔（前U-KISS，實用音樂科）（1994年生）
- 南太鉉（South Club，實用音樂科）（1994年生）
- 高鎬廷（HOTSHOT，實用音樂科）（1994年生）
- 韓雅凜（前T-ara，實用音樂科）（1994年生）
- Yezi（FIESTAR，實用音樂科）（1994年生）
- 李海印（《PRODUCE 101》、《偶像學校》，實用音樂科）（1994年生）
- 鄭鎰勳（前BTOB，實用舞蹈科）（1994年生）
- 池韓率（NewKidd，實用舞蹈科）（1994年生）
- 全珉柱（KHAN，實用舞蹈科）（1994年生）
- 鄭秀晶（f(x)，演藝科）（1994年生）
- 池受玟（SONAMOO，演藝科）（1994年生）
- 高媛熙（演員，演藝科）（1994年生）
- 秀彬（前Dal★Shabet，演藝科）（1994年生）
- 金道利（FANATICS，音樂劇科）（1994年生）
- 許俊（MADTOWN）（1994年生）
- 鐘業（B.A.P，實用舞蹈科）（1995年生）

### 第三屆（2014年畢業）
- 相原（XENO-T，實用音樂科）（1995年生）
- 惠美（RANIA，實用音樂科）（1995年生）
- 韓相爀（VIXX，實用音樂科）（1995年生）
- 陸星材（BTOB，實用舞蹈科）（1995年生）
- 許燦（VICTON，實用舞蹈科）（1995年生）
- Wyatt（ONF，實用舞蹈科）（1995年生）
- 邕聖祐（演員，Wanna One, 實用舞蹈科）（1995年生）
- 宋允亨（IKON，實用舞蹈科）（1995年生）
- Heeu（MIXX，演藝科）（1995年生）
- Seoyeon（Favorite，演藝科）（1995年生）
- 李泰煥（5urprise，時尚模特兒科）（1995年生）
- Sowon（GFRIEND，時尚模特兒科）（1995年生）
- Yoonhoo（BEAT WIN）（1995年生）
- LAON（ENOi）（1995年生）
- 薛仁雅（演員，演藝科）（1996年生）

### 第四屆（2015年畢業）
- High.D（前SONAMOO，實用音樂科）（1995年生）
- Dal（前S.I.S，實用音樂科）（1996年生）
- Chahee（前Melody Day，實用音樂科）（1996年生）
- NC.A（Solo，實用音樂科）（1996年生）
- 朴真祐（ASTRO，實用舞蹈科）（1996年生）
- 成賢（前IN2IT，實用舞蹈科）（1996年生）
- 金柄官（A.C.E，實用舞蹈科）（1996年生）
- Seongho（前BEAT WIN，演藝科）（1996年生）
- 上淵（THE BOYZ，演藝科）（1996年生）
- 尹彩暻（前APRIL，演藝科）（1996年生）
- no:ze（舞者，實用舞蹈科）(1996生）
- 崔有真（CLC、Kep1er，演藝科）（1996年生）
- WOOZI（SEVENTEEN，影像製作科）（1996年生）
- 林晭侒（TAN，前We in the Zone，音樂劇科）（1996年生）
- 李賽綸（fromis_9，音樂劇科）（1997年生）
- 尹海率（《PRODUCE 48》，時尚模特兒科）（1997年生）
- 李皓京（模特兒，時尚模特兒科）
- 申賢智（模特兒，時尚模特兒科）

### 第五屆（2016年畢業）
- 白艺潾（Solo，實用音樂科）（1997年生）
- 朴智敏（Solo，實用音樂科）（1997年生）
- 安率濱（LABOUM，實用音樂科）（1997年生）
- 池秀娟（Weki Meki，實用音樂科）（1997年生）
- 崔承業（E'LAST，實用音樂科）（1997年生）
- 金宋善（TRI.BE，實用音樂科）（1997年生）
- 文彬（ASTRO，實用音樂科）（1998年生）
- 曹承衍（UNIQ，實用舞蹈科）（1996年生）
- 金有谦（GOT7，實用舞蹈科）（1997年生）
- 田雄（AB6IX，實用舞蹈科）（1997年生）
- Yoojung（OnlyOneOf，實用舞蹈科）（1997年生）
- Kino（PENTAGON，實用舞蹈科）（1998年生）
- JANE（MOMOLAND，實用舞蹈科）（1997年生）
- 宋河英（fromis_9，實用舞蹈科）（1997年生）
- 朴柔娜（演員，實用舞蹈科）（1997年生）
- 車智瑟（Real Girls Project，實用舞蹈科）（1997年生）
- 車銀優（ASTRO，演藝科）（1997年生）
- New Sun（SONAMOO，演藝科）（1997年生）
- 賢在（THE BOYZ，音樂劇科）（1997年生）
- 金珍京（模特兒，時尚模特兒科）（1997年生）
- 南潤壽（演員，演藝科）（1997年生）

### 第六屆（2017年畢業）
- 崔玟熙（BONUSbaby）（1997年生）
- 王一博（UNIQ、演員，實用音樂科）（1997年生）
- 金多賢（TWICE，實用音樂科）（1998年生）
- 歡喜（UP10TION，實用音樂科）（1998年生）
- 李俊玗（《PRODUCE 101 第二季》，實用音樂科）（1998年生）
- 金泰河（前MOMOLAND，實用音樂科）（1998年生）
- Sion（Saturday ，實用音樂科）（1998年生）
- Janey（GP Basic、D-Unit，實用音樂科）（1998年生）
- 礎奫（前A.De，實用音樂科）（1998年生）
- 金希秀（MAKAMAKA，實用音樂科）（1998年生）
- Ryua（LIPBUBBLE，實用音樂科）（1998年生）
- 海泳（A.De，實用舞蹈科）（1998年生）
- 賢敬（ROMEO，演藝科）（1998年生）
- 李繡至（UNI.T，演藝科）（1998年生）
- 彩率（Cignature，演藝科）（1998年生）
- 申东佑（演員，演藝科）（1998年生）
- 宋有彬（B.O.Y.，演藝科）（1998年生）
- 佳泫（Dreamcatcher，實用音樂科）（1999年生）

### 第七屆（2018年畢業）
- 曉悟（UP10TION，演藝科）（1998年生）
- 孫永宅（Golden Child，實用舞蹈科）（1998年生）
- Yeri（Red Velvet，實用音樂科）（1999年生）
- 朴慜赫（前ASTRO，實用音樂科）（1999年生）
- 洪周燦（Golden Child，實用音樂科）（1999年生）
- 千載寅（前THE ARK，實用音樂科）（1999年生）
- 俞琏静（宇宙少女，實用音樂科）（1999年生）
- JooE（MOMOLAND，實用音樂科）（1999年生）
- 河恩（3YE，實用音樂科）（1999年生）
- Chuu（本月少女，實用音樂科）（1999年生）
- Kim Lip（本月少女，實用音樂科）（1999年生）
- Rothy（Solo，實用音樂科）（1999年生）
- 羅高恩（PURPLE KISS，實用音樂科）（1999年生）
- 文秀雅（Billlie，實用音樂科）（1999年生）
- 友榮（ATEEZ，實用舞蹈科）（1999年生）
- 梁熙瓚（DKB，實用舞蹈科）（1999年生）
- 崔叡娜（IZ*ONE、Solo，實用舞蹈科）（1999年生）
- 賓荷娜（《偶像學校》，實用舞蹈科）（1999年生）
- 金施勲（BDC，實用舞蹈科）（1999年生）
- 輝映（SF9，演藝科）（1999年生）
- 奉宰鉉（Golden Child，演藝科）（1999年生）
- 玹準（IZ，演藝科）（1999年生）
- 周鶴年（THE BOYZ，演藝科）（1999年生）
- 金彬（《Under Nineteen》，演藝科）（1999年生）
- 權彩媛（DIA，演藝科）（1999年生）
- 惠善（Elris，演藝科）（1999年生）
- 姜惠元（IZ*ONE，演藝科）（1999年生）
- 是明（BVNDIT，演藝科）（1999年生）
- 趙怡賢（演員，音樂劇科）（1999年生）
- 房載民（《高校Rapper》）（1999年生）
- 黃知敏（《MIXNINE》）（1999年生）
- Nancy（MOMOLAND，音樂劇科）（2000年生）
- 權恩彬（前CLC，演藝科）（2000年生）

### 第八屆（2019年畢業）
- 孫彩瑛（TWICE，實用音樂科）（1999年生）
- 周子瑜（TWICE，實用音樂科）（1999年生）
- 邊荷律（啦啦隊&台灣發展藝人，實用音樂科）（1999年生）
- 孫銀彩（bugAboo，實用舞蹈科）（1999年生）
- 尹產賀（ASTRO，實用音樂科）（2000年生）
- ANNE KIM（S.I.S，實用音樂科）（2000年生）
- 崔普閔（Golden Child，實用音樂科）（2000年生）
- 金善旴（THE BOYZ，實用音樂科）（2000年生）
- ANNE LEE（公園少女，實用音樂科）（2000年生）
- 許庾琳（EVERGLOW，實用音樂科）（2000年生）
- 承恩（BVNDIT，實用音樂科）（2000年生）
- CyA（ONEWE，實用音樂科）（2000年生）
- EunB（MAKAMAKA，實用音樂科）（2000年生）
- Seline（Cignature，實用音樂科）（2000年生）
- 朴志焄（TREASURE，實用音樂科）（2000年生）
- Dosie（PURPLE KISS，實用音樂科）（2000年生）
- 藝娜（G-reyish，實用舞蹈科）（2000年生）
- 金大元（NOIR，實用舞蹈科）（2000年生）
- HWALL（前THE BOYZ，演藝科）（2000年生）
- 李彩煐（fromis_9，演藝科）（2000年生）
- 金采源（IZ*ONE、LE SSERAFIM，演藝科）（2000年生）
- 高宥辰（《PRODUCE 48》，演藝科）（2000年生）
- 河娜（Saturday，演藝科）（2000年生）
- MISO（DreamNote，演藝科）（2000年生）
- 志星（TRCNG，演藝科）（2000年生）
- Haea（LIPBUBBLE，音樂劇科）（2000年生）
- 申藝恩（模特兒，時尚模特兒科）（2000年生）
- 多瑟（MAKAMAKA）（2000年生）
- 炫佑（TRCNG，演藝科）（2001年生）
- 真權（NewKidd，演藝科）（2001年生）

### 第九屆（2020年畢業）
- 全昭彌（Solo，實用音樂科）（2001年生）
- 申留真（ITZY，實用舞蹈科）（2001年生）
- 李彩領（ITZY，音樂劇科）（2001年生）
- Chohee（前Saturday，實用音樂科）（2001年生）
- May（NeonPunch，實用音樂科）（2001年生）
- Sebin（S.I.S，實用音樂科）（2001年生）
- 權志恩（LUNARSOLAR，實用音樂科）（2001年生）
- Choyeon（bugAboo，實用音樂科）（2001年生）
- ZIN（bugAboo，實用音樂科）（2001年生）
- 主恩（前ARIAZ，實用音樂科）（2001年生）
- 全宥真（PIXY，實用音樂科）（2001年生）
- Byeol（Girls' Alert，實用音樂科）（2001年生）
- 趙榮印（《PRODUCE 48》，實用音樂科）（2001年生）
- 金永所（Hoppipolla，實用音樂科）（2001年生）[10]
- Kyungho（TO1，實用舞蹈科）（2001年生）
- 崔昌民（T1419，實用舞蹈科）（2001年生）
- 吳多韓（《Under Nineteen》，實用舞蹈科）（2001年生）
- 崔載虎（《World Klass》、《I-LAND》，實用舞蹈科）（2001年生）
- 世延（Purple Beck，實用舞蹈科）（2001年生）
- 李垂珉（演員，演藝科）（2001年生）
- 金印理（演員，演藝科）（2001年生）
- 金勝浩（演員，演藝科）（2001年生）
- 李義雄（TEMPEST，演藝科）（2001年生）
- 白承斌（T1419，演藝科）（2001年生）
- 敏周（公園少女，演藝科）（2001年生）
- Juyeon（Saturday，演藝科）（2001年生）
- 明炯瑞（Busters、CLASS:y，演藝科）（2001年生）
- 恩燦（TEMPEST，時尚模特兒科）（2001年生）
- 金秀謙（演員，時尚模特兒科）（2001年生）
- 朴真烈（《PRODUCE X 101》）（2001年生）
- Sijun（《World Klass》）（2001年生）

### 第十屆（2021年畢業）
- 崔杋圭（TXT，實用舞蹈科）（2001年生）
- 韓霄瑗（LIGHTSUM，實用音樂科）（2002年生）
- Lena（公園少女，實用音樂科）（2002年生）
- Iaan（NeonPunch，實用音樂科）（2002年生）
- Yuki（Saturday，實用音樂科）（2002年生）
- Ayeon（Saturday，實用音樂科）（2002年生）
- 車俊昊（DRIPPIN，實用音樂科）（2002年生）
- 姜太顯（TXT，實用音樂科）（2002年生）
- 休寧凱（TXT，實用舞蹈科）（2002年生）
- 正勝（D-CRUNCH，實用舞蹈科）（2002年生）
- 全睹炎（JUST B，實用舞蹈科）（2002年生）
- Yubin（BlingBling，實用舞蹈科）（2002年生）
- Hwiseo（H1-KEY，實用舞蹈科）（2002年生）
- 崔夏英（《MIXNINE》，實用舞蹈科）（2002年生）
- 金慜㥠（《PRODUCE 48》，演藝科）（2002年生）
- 柳善皓（《PRODUCE 101 第二季》，演藝科）（2002年生）
- 車雄基（TO1，演藝科）（2002年生）
- 崔顯旭（演員，演藝科）（2002年生）
- 權度喜（Cignature，演藝科）（2002年生）
- 宋刑準（CRAVITY，音樂劇科）（2002年生）（2019年轉入）
- 金有彬（《PRODUCE 48》，實用舞蹈科）（2003年生）

### 第十一屆（2022年畢業）
- Hwi（NewKidd，實用音樂科）（2002年生）
- 金Samuel（Solo，實用舞蹈科）（2002年生）
- 孫東杓（MIRAE，實用舞蹈科）（2002年生）（2019年轉入）
- 朴綜星（ENHYPEN，實用舞蹈科）（2002年生）（2019年轉入）
- 朴成原（Ciipher，實用音樂科）（2003年生）
- 金素嬉（Rocket Punch，實用音樂科）（2003年生）
- 朴敏瑞（Saturday，實用音樂科）（2003年生）
- 金濟夏(JAEHA) （《高等Rapper 4》，實用音樂科）（2003年生）
- 金秀姸(SHEON)（Billlie，實用音樂科）（2003年生）
- 徐多賢（tripleS，實用音樂科）（2003年生）
- 柳岡旻（VERIVERY，實用舞蹈科）（2003年生）
- 金善禹（ENHYPEN，實用舞蹈科）（2003年生）（2021年轉入）
- 申有娜（ITZY，實用舞蹈科）（2003年生）
- RIWOO（BOYNEXTDOOR，實用舞蹈科）（2003年生）
- 琴洞弦（EPEX，演藝科）（2003年生）
- 徐烱慜(MU)（EPEX，演藝科）（2003年生）
- Do Hyun（LUN8，演藝科）（2003年生）
- 李相沅（前Trainee A，《BOYS II PLANET》，實用舞蹈科）（2003年生）

### 第十二屆（2023年畢業）
- 南到賢（BAE173，實用音樂科）（2004年生）
- Bit（BAE173，實用音樂科）（2004年生）
- 方晙赫（MCND，實用音樂科）（2004年生）
- 梁禎元（ENHYPEN，實用音樂科）（2004年生）（2021年轉入）
- 金珉暑（Woo!ah!，實用音樂科）（2004年生）
- 金智誠（NTX、TAN，實用音樂科）（2004年生）
- 劉昇彥（EVNNE，實用音樂科）（2004年生）
- 金多恩（Woo!ah!，實用舞蹈科）（2004年生）
- 李津宇（GHOST9，實用舞蹈科）（2004年生）
- 韓諧利駿（DKB，實用舞蹈科）（2004年生）
- KYUNG MIN（8TURN，實用舞蹈科）（2004年生）
- Jihan（Weeekly，音樂劇科）（2004年生）
- 鄭勝換（ATBO，音樂劇科）（2004年生）
- 李多乙（《BOYS PLANET》，音樂劇科）（2004年生）
- SULLYOON（NMIXX，演藝科）（2004年生）（2021年轉入）
- BAE（NMIXX，演藝科）（2004年生）（2021年轉入）
- Minji（NewJeans，演藝科）（2004年生）
- Michelle White（《偶像學校》，演藝科）（2004年生）
- 琴俊弦（TIOT，演藝科）（2004年生）
- SION（YOUNITE，影像製作科）（2004年生）
- 金守慧（LIMΞLIGHT，影像製作科）（2004年生）
- HAE MIN（8TURN，影像製作科）（2004年生）
- HYUNWOO（xikers，影像製作科）（2004年生）

### 第十三屆（2024年畢業）
- 安呈岷 (《GIRLS PLANET 999》，實用音樂科）（2004年生）
- 趙旴燦 (前Trainee A，ALLDAY PROJECT，實用音樂科）（2005年生）
- 趙恩亨（演員，演藝科）（2005年生）
- 金敏智（《放學後的心動》，演藝科）（2005年生）
- 金旻帝 （ALL(H)OURS，演藝科）（2005年生）
- 林準序（《BOYS PLANET》，時尚模特兒科）（2005年生）
- 李潤奎（8TURN，影像製作科）（2005年生）
- JIWOO（NMIXX，演藝科）（2005年生）
- 方智玟（izna，演藝科）（2005年生）
- 朴世殷（xikers，時尚模特兒科）（2005年生）（2022年轉入）
- 金道勳 (TWS，實用音樂科）（2005年生）
- Sena（ADYA）

### 第十四屆（2025年畢業）

#### 實用音樂科
- Jenna（前Queenz Eye）（2006年生）
- 金雲鶴（BOYNEXTDOOR）（2006年生）

#### 實用舞蹈科
- Yechan（TRENDZ）（2005年生）
- Daniel（《I-LAND》）（2006年生）
- Seowon（Lapillus)（2006年生）
- Rinji（PIXY)（2006年生）
- 朴祉厚（EVNNE）（2006年生）
- 漢署儐（《BOYS PLANET》）（2006年生）
- 韓志薰 (TWS)（2006年生）
- ON:N (ALL(H)OURS)（2006年生）

#### 演藝科
- Kyujin（NMIXX)（2006年生）
- 文成賢（2006年生）
- 姜主恩（演員)（2006年生）
- 金瑞鎮（《放學後的心動》)（2006年生）
- 金承模（AMPERS&ONE）（2006年生）
- 崔旻帝（KickFlip）（2006年生）
- 朴元彬 （IDID)  (2006年生）

#### 時尚模特兒科
- Jenny Park（模特兒)（2006年生）

## 外部連結
- 學校網站 （页面存档备份，存于）
- 學校Facebook （页面存档备份，存于）